# Binangun Jaya
Binangun Jaya is een bestuurslaag in het regentschap Indragiri Hilir van de provincie Riau, Indonesië. Binangun Jaya telt 330 inwoners (volkstelling 2010).